# Наум Белев
Наум Зафиров Белев (изписване до 1945 година: Наумъ Зафировъ Бѣлевъ) е български общественик, полицай и деец на македонската емиграция в България.

## Биография
Белев е роден в 1869 година в град Охрид, тогава в Османската империя. Баща му Зафир Белев, участник в Охридското съзаклятие от 1881 година, е заловен от властите и след амнистията се преселва в София с цялото си семейство, където Наум Белев завършва средното си образование. Наум Белев става началник на Обществена безопасност. Оглавява Охридското братство. След убийството на Александър Протогеров в 1928 година Белев е сред основните фигури на протогеровисткото крило на емиграцията. На 15 ноември се опитва да убеди Васил Василев, че братствата трябва да излязат с осъдителна резолюция и влиза в конфликт с Александър Станишев. На 21 ноември е убит от Иван Димитров Малинов в кантората си на Солни пазар в присъствието на сина му, който е ранен, и на търговеца Давид Юзари, който също е ранен и впоследствие умира. Провежда се анкета, която установява, че убийството е с политическа цел. Иван Михайлов и Георги Белев отхвърлят обвиненията на протогеровисткото крило във ВМРО, че са организатори на убийството.